# هنري إس. تايلر
هنري إس. تايلر (بالإنجليزية: Henry S. Tyler)‏ هو سياسي أمريكي، ولد في 20 سبتمبر 1851 بلويفيل في الولايات المتحدة، وتوفي بنفس المكان في 14 يناير 1896.